# Irakischer Nationalkongress
Der Irakische Nationalkongress (arabisch المؤتمر الوطني العراقي al-Motammar al-Watani al-'Iraqi, Iraqi National Congress [INC]) ist eine 1992 gegründete parteiähnliche Organisation, die von Ahmad Tschalabi geführt wurde.Heutzutage hat der Kongress nur noch eine  marginale politische Bedeutung.

## Geschichte
Die Organisation wurde nach dem Zweiten Golfkrieg mit finanzieller Unterstützung der US-Regierung unter Präsident George H. W. Bush gegründet. Ziel war, Saddam Hussein zu stürzen.
Der INC formierte sich ursprünglich als Dachorganisation verschiedener Oppositionsgruppen, deren Mitglieder zumeist im Exil lebende Politiker waren. Der Sitz der Organisation war London. Im INC versammeln sich Kurden, Sunniten,  Schiiten, Nationalisten sowie ehemalige Generäle. Der INC steht unter Führung des säkularen Schiiten Tschalabi und versteht sich generell als säkulare Organisation.
1995 beteiligte sich der INC an einem Putschversuch gegen Saddam Hussein, welcher vom US-Nachrichtendienst CIA unterstützt wurde.
Im Jahre 2003 spielte der INC eine wichtige Role im Irak während der Übergangszeit  nach dem Sturz des Regimes.
Nach dem Dritten Golfkrieg und dem Ende der Diktatur von Saddam Hussein nahm der INC an der Wahl zur Nationalversammlung am 30. Januar 2005 teil. Die Kandidaten des INC traten auf der Liste der überwiegend schiitischen Vereinigten Irakischen Allianz an, die als Sieger aus der Wahl hervorging.
Der INC-Vorsitzende Tschalabi wurde zum stellvertretenden Ministerpräsidenten des Irak und somit zum Stellvertreter von Ibrahim al-Dschafari gewählt.
Seit 2005 keine bedeutende politische Aktivität.